# Numerações pré-históricas
Na pré-história a contagem foi inicialmente baseada no extensivo uso dos dedos. Isso se percebe na bostonetimologia dos nomes de certos numerais básicos, principalmente para dez e cem nos numerais proto indo-europeus, ambos com a raiz *dḱ também presente em "dedos" (Latim diginos/
Primitivos sistemas com  traços de contagem apareceram no período Paleolítico Superior. Sistemas mais complexos se desenvolveram no Antigo Oriente junto com o desenvolvimento da escrita da Idade do Bronze junto com os sistemas de Proto-escrita.

## Traços de contagem
Outros meios de contagem que não fossem dedos surgiram também no Paleolítico Superior. Os mais antigos exemplos de traços de contagem datam de cerca de 25 a 35 mil anos atrás, na forma de marcas gravadas em ossos encontradas no contexto da Idade da Pedra na Europa (Períodos Aurignaciano  e Gravetiense) e também da Idade da Pedra tardia da África.
O chamado Osso de lobo é um artefato pré-histórico descoberto em 1937 na Tchecoslováquia durante escavações no sítio arqueológico de Dolní Věstonice, Morávia sob o comando de Karel Absolon. Essa peça data de cerca de 30 mil anos a.C. (período Aurigniciano) e apresenta 55 traços marcados. Uma cabeça de uma estatueta de Vênus foi encontrada nas proximidades.
O  Osso de Ishango encontrado em Ishango, área da hoje República Democrática do Congo, cuja idade é de 20 mil anos, é notável por representar uma série de números primos. No livro How Mathematics Happened: The First 50,000 Years, Peter Rudman questiona que o conceito de número primo somente poderia ser compreendido depois do conceito de divisão, o qual data de 10 mil a.C., enquanto que o conceito de números primos teve início em 500 a.C. Ele também observou que  "não se tentou explicar porque traços em algo pudessem mostrar múltiplos de dois, números primos entre 10 e 20 e alguns números múltiplos de dez."
Os processos de contagem se tornaram mais sofisticados período Neolítico noo Oriente Médio, se desenvolvendo diversos tipos de Proto-Escritas. A escrita cuneiforme se desenvolveu a partir associada ao restreamento de bens durante a Idade do Cobre..

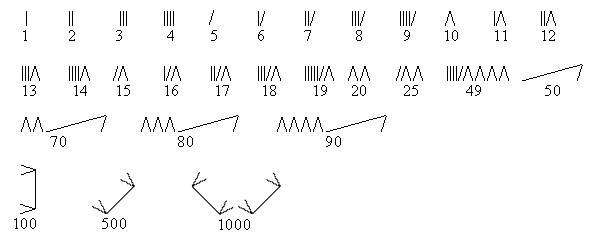
Antigos numerais Moksha

Os Mokshas, conforme a arqueologia da União Soviética tinham um sistema numeral arqueologicamente confirmado, o qual datava da Idade da Pedra.  Os numerais eram feitos por traços gravados em madeira, desenhados sobre argila ou em súber. Em alguns locais ficaram preservados até o início do século XX, mantidos por mercadores, apicultores e pessoas idosas dos vilarejos. Tais numerais ainda podem ser encontrados em objetos de pastores de rebanhos, coletores de impostos, apiários e em peças de argila.ttery.

## Idade do Bronze
- Numerais egípcios
- Numeração babilônia
- Numeração egeia

## América pré-colombiana
- Quipos
- Numeração maia.

## Exemplos
O Plano suplementar multilingual da  Unicode tem um bom número de faixas de  Código reservados para símbolos pré históricos de numerais:
- Numeração egéia (10100–1013F)
- Numeração Grega antiga (10140–1018F)
- Números e pontuação Cuneiformes (12400–1247F)
- Numerais barras de contagem (1D360–1D37F)

## Referência externas
- Thocp Net
- Fortune City – Tally